# Poecile gambeli
El carbonero montañés (Poecile gambeli), también denominado carbonero ceja blanca o paro cejiblanco, es una especie de ave paseriforme de la familia Paridae, nativa de América del Norte. 

## Distribución y hábitat
Es común en las regiones montañosas del oeste de Estados Unidos, su gama se extiende desde el sur de Yukon a California y las montañas Rocosas.  Su hábitat son los bosques boreales y templados.

## Subespecies
Se reconocen cuatro subespecies de esta ave:
- Poecile g. atrata (Grinnell & Swarth, 1926)
- Poecile g. baileyae (Grinnell, 1908)
- Poecile g. gambeli (Ridgway, 1886)
- Poecile g. inyoensis (Grinnell, 1918)

## Galería

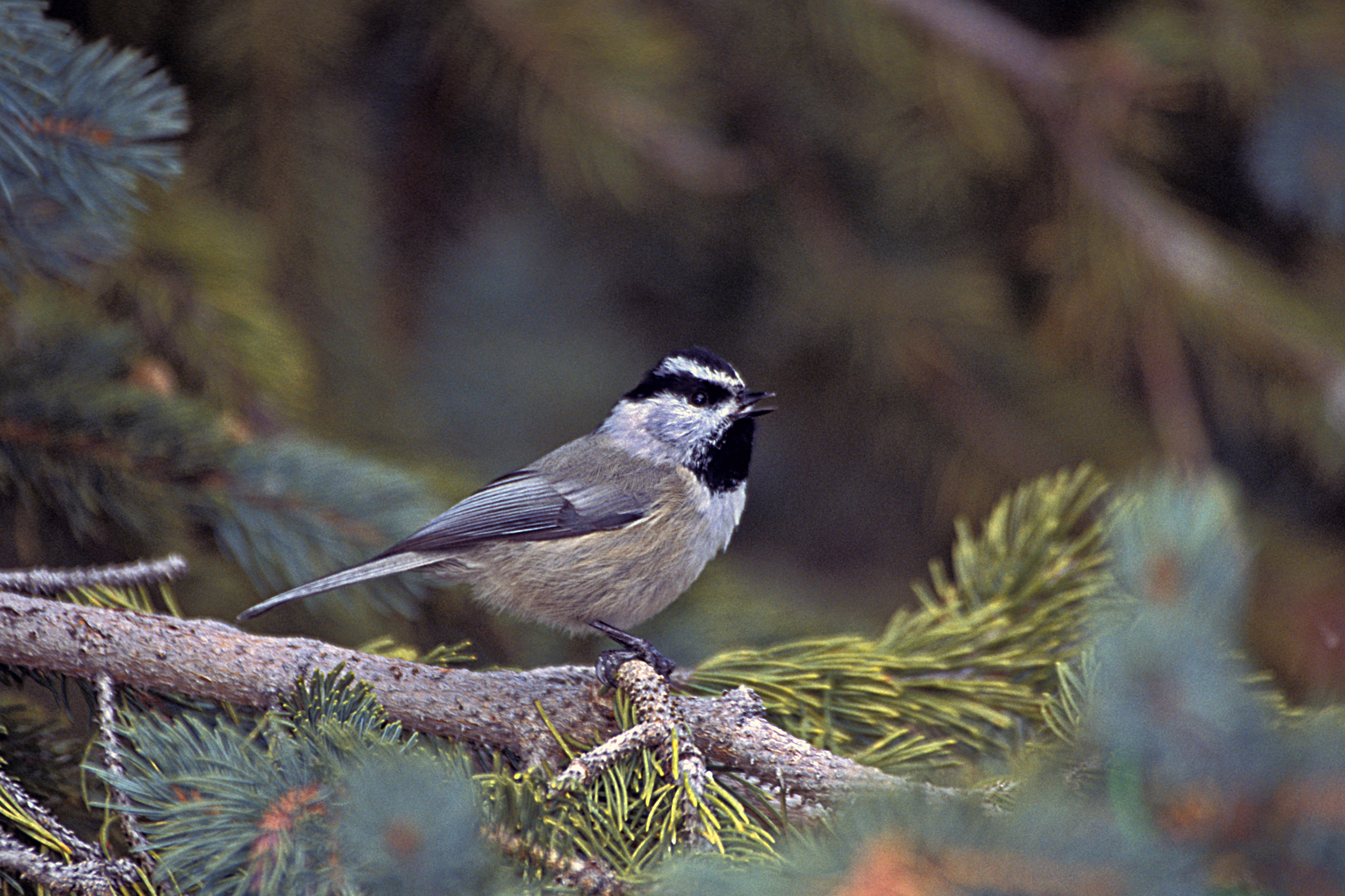
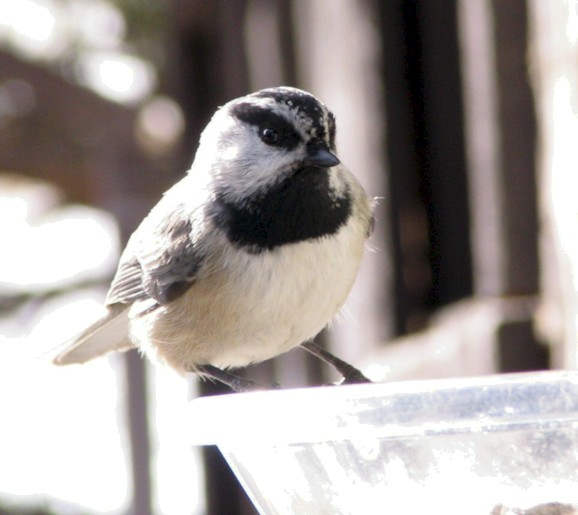
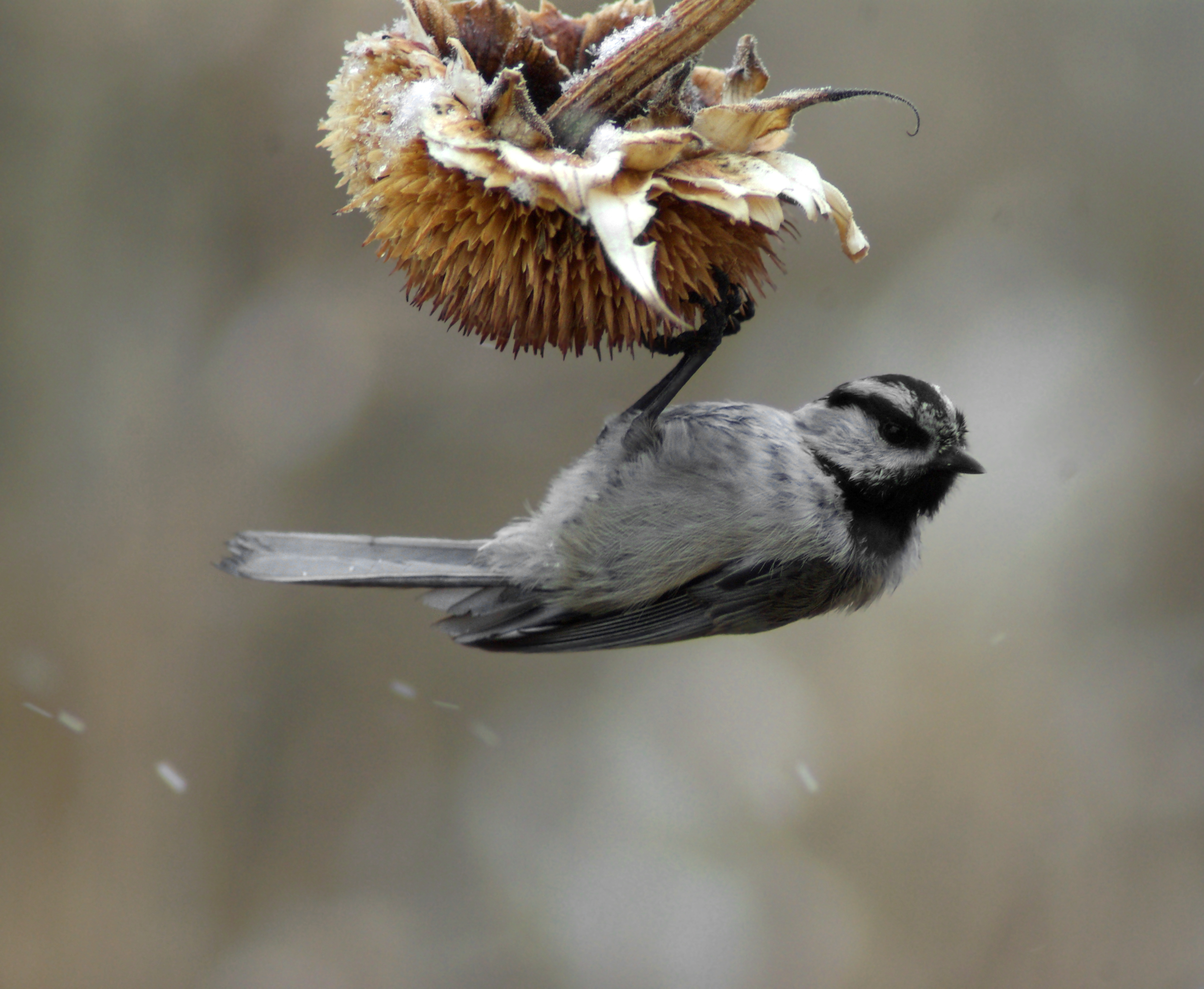
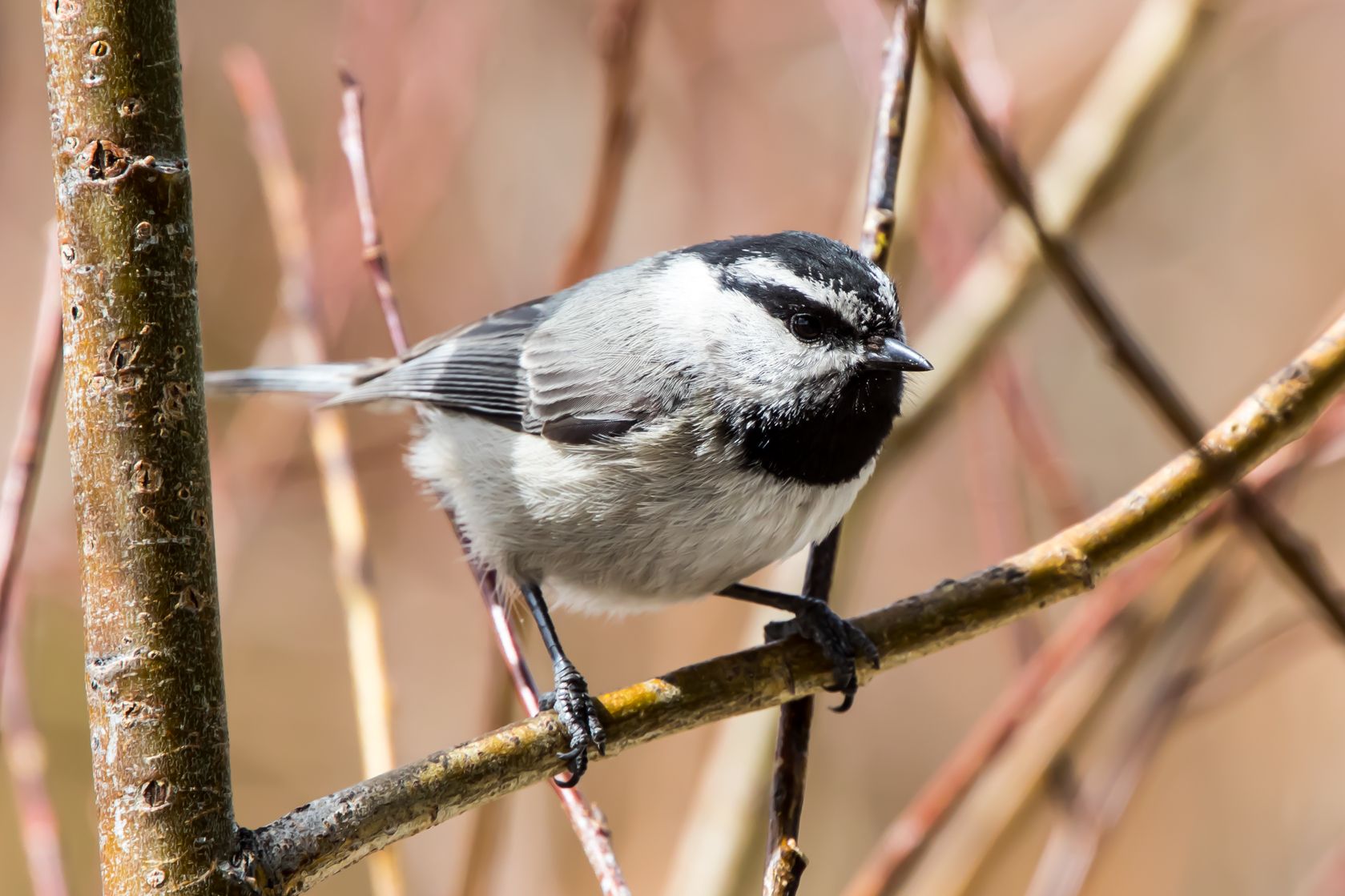
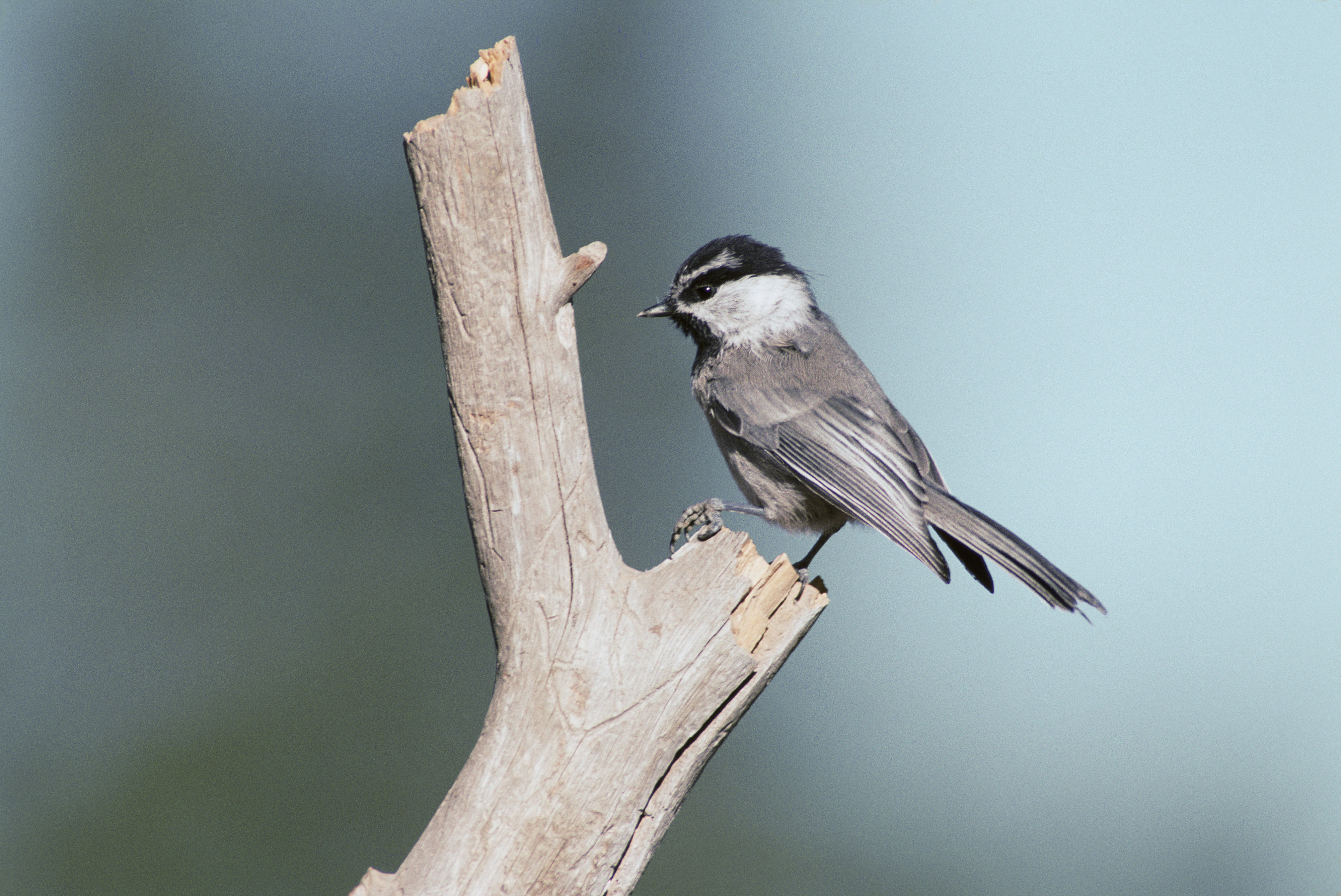